# William Orlando Beltrán Carrillo
William Orlando Beltrán Carrillo (Bogotá, 17 de diciembre de 1973- ) es un poeta, escritor e investigador colombiano, residente en Madrid; artista plástico por la Universidad Nacional de Colombia. Facultad de Artes 1999. Recibió una maestría (DEA) en Estudios Avanzados sobre Estética por la Facultad de Filosofía y letras de la Universidad Complutense de Madrid.
Ha sido estudiante investigador en el Institut für Philosophie/ Universität Bremen /Universidad de Bremen en Alemania durante el semestre de invierno de 2006.
Fue miembro del comité editor de Poetas del Cinco (Chile) y artepoetica.com (N. York).

## Obra
Por Ultratumba y de los Poemas Cansados. (poemas). Edit. Generación Poética. 1993. Versos para el Inculpado. Andante Editores. (poemas) 1999. En 2009 se publica la plaquette: 
"La Tiniebla de la culpa" que es una pequeña antología de su poesía. Edit. Homo Scriptum/El Barco Ebrio. N.York. Ensayos: Metafísica y Querer en Fernando Pessoa publicado en www.lospoetasdelcinco.com y en http://www.artepoetica.com/ - "la provocativa discrepancia entre arte y verdad" /Nietzsche-Heidegger. (ensayo de próxima publicación).
Tiene inédita una novela corta titulada: "El abrazo de la perra muerta" y dos libros de poesía: "Al rescoldo de la penumbra" y "La cárcel del crédulo". contacto: http://www.williamakcoo.blogspot.com
- Datos: Q6167699